# Arlin Snesrud
Arlin D. Snesrud (1939) is een Amerikaans componist en trombonist van Noorse afkomst.

## Levensloop
Snestrud studeerde aan de Universiteit van Minnesota in Minneapolis en behaalde daar zijn Bachelor of Music en zijn Master of Arts. Sinds 1956 is hij (bas-)trombonist, onder andere is hij bastrombonist in het Arizona Wind Symphony. Al vroeg begon hij met het arrangeren en sinds 1972 deed hij het als een fulltime job. In 1983 vertrok hij naar Arizona, onder andere uit muzikale redenen, maar op lange tijd wil hij weer terug naar Minnesota. 

## Composities
- 1978 Soer for Oerje (=South of Oerje)
- A Salute to the Armed Forces
- March for Fiesta Bowl's
- Norwegian Folk Rhapsody, voor harmonieorkest
- Play It Again, Band
- Viking Lander March, voor harmonieorkest